# Austrobaeckea
Austrobaeckea là một chi thực vật có hoa thuộc họ sim Myrtaceae. Chi này chứa 8 loài, đều có xuất xứ từ vùng ven biển phía nam của Tây Nam Úc, từ Walpole ở phía tây đến Vịnh Israelite ở phía đông.
Chi Austrobaeckea được Barbara L. Rye mô tả vào năm 2021. Năm loài trước đây từng được phân loại trong chi Baeckea và Tetrapora, và ba loài mới được mô tả vào năm 2021 cùng với chi này.

## Các loài
- Austrobaeckea columnaris Rye
- Austrobaeckea fascifolia Rye
- Austrobaeckea latens (C.R.P.Andrews) Rye
- Austrobaeckea narembeen Rye
- Austrobaeckea pachyphylla (Benth.) Rye
- Austrobaeckea pygmaea (R.Br. ex Benth.) Rye
- Austrobaeckea uncinella (Benth.) Rye
- Austrobaeckea verrucosa (Turcz.) Rye